# 邊格拉斯公園 (伊利諾伊州)
道格拉斯公園（英語：Douglas Park）是位於美國伊利諾伊州懷特塞德縣的一個非建制地區。該地的面積和人口皆未知。

## 地理
道格拉斯公園的座標為41°45′29″N 89°39′38″W / 41.75806°N 89.66056°W，而該地的平均海拔高度為200米（即656英尺）。